# Улу-Телякский район
Улу-Телякский район БАССР был образован 25 июня 1939 года и расформирован 4 июля 1956 года.
Райцентр — с. Улу-Теляк. Расстояние от райцентра до Уфы — 81 км. На 1952 год территория района составляла 1695 км², сельсоветов — 12, поссовет — 1.
Поссовет: Урманский (сейчас — сельсовет). Сельсоветы: Горный, Казаякский, Красноярский, Манагорский, Михайловский, Мулдакаевский, Надеждинский, Нижне-Лемезинский, Салдыбашевский, Суворо-Гомельский, Тюлько-Тюбинский, Харьковский.
С 29 мая 1952 Улу-Телякский район вошёл в Уфимскую область, областное деление отменено 30 апреля 1953 г.
При укрупнении районов в июле 1956 года упразднены 7 районов: Абзановский, Байкибашевский, Бузовьязовский, Воскресенский, Кандринский, Матраевский, Улу-Телякский.
Территория Улу-Телякского района перешла в Иглинский.